# Dorian Recordings
Dorian Recordings est un label discographique américain de musique classique, anciennement basé à Troy, dans l'État de New York, actif entre 1988 et 2011. Il est très connu pour sa vaste série d'enregistrements de musique ancienne.

## Histoire
Dorian a effectué beaucoup de ses enregistrements à la salle de musique de la banque d'épargne de Troy, et a soutenu les locaux de la station de radio de musique classique WMHT-FM, avec des enregistrements dans ses locaux pour la diffusion. Le label a également enregistré et publié un grand nombre de compositions en provenance d'Amérique latine, dont neuf disques avec l'Orchestre symphonique Simón Bolívar et l'intégrale des quatuors à cordes de Villa-Lobos par le Quatuor Latinoamerica (et réédité sous licence par Brilliant Classics). 
Dorian a effectué les premiers enregistrements de la violoniste Rachel Barton (en), le premier album entièrement instrumental œuvres de musique de chambre par Mohammed Fairouz (en), et plusieurs disques avec les pianistes tchèques Ivan Moravec et Antonin Kubalek et une série de disques avec l'organiste Jean Guillou, notamment avec des œuvres de Bach et Franck mais aussi des improvisations et diverses transcriptions (Mussorgsky, Stravinsky...). Le label a également enregistré le Baltimore Consort avec le luthiste Ronn McFarlane, les collaborations entre McFarlane et Julianne Baird, et une série de des enregistrements de musique folklorique.
En 2005, le catalogue Dorian Recordings est acquis par le label Sono Luminus, entreprise lancée en 1995 et basée à Winchester, en Virginie.